# Worlingworth
Worlingworth är en by och en civil parish i Mid Suffolk i Suffolk i England. Orten har 802 invånare (2011). Den har en kyrka.